# 港町ぎんぢろう
港町 ぎんぢろう（みなとまち ぎんぢろう）は、日本の歌手、コンポーザー。
メジャーレーベルVAPから2017年11月22日、『SMASH IT』をリリース。